# 菊叶堇菜
菊叶堇菜（学名：Viola albida var. takahashii）是堇菜科堇菜属的植物。分布于朝鲜以及中国大陆的辽宁等地，生长于海拔300米至500米的地区，多生于山地夏绿阔叶林林下含富殖质较为丰富的土壤上，目前尚未由人工引种栽培。

## 别名
菊叶朝鲜堇菜（东北师范大学科研通报）